# Arthur Whitten Brown
Sir Arthur Whitten Brown (Glasgow, Escócia, 23 de julho de 1886 - Swansea, País de Gales 4 de outubro de 1948), aviador, foi o navegador do primeiro voo transatlântico sem escalas bem sucedido da história.

## Biografia
Começou sua carreira em engenharia antes da eclosão da Primeira Guerra Mundial. Abatido e ferido gravemente sobre a Alemanha em 10 de Novembro de 1915, Brown tornou - se um prisioneiro de guerra. Uma vez libertado e de volta no Reino Unido, Brown continuou a desenvolver suas habilidades navegação aérea. Tornou um Tenente na Royal Air Force.
Ao visitar a empresa de engenharia Vickers foi perguntado se gostaria de ser o navegador de um voo transatlântico, em parceria com John Alcock, que já havia sido escolhido como piloto.
O voo de St John's, Newfoundland Canadá para Clifden, Connemara, Irlanda teve lugar em 14 de Junho de 1919. Partiram de St John's às 1h45, hora local, e desembarcaram em Derrygimla 16 horas e 12 minutos mais tarde, após voar 1 980 milhas.
O voo foi feito em um bombardeiro Vickers Vimy modificado , e ganhou um prêmio de 10 000 £ oferecido pelo jornal londrino Daily Mail para o primeiro voo sem escalas sobre o oceano Atlântico.
Poucos dias depois do voo Alcock e Brown foram feitos cavaleiros pelo rei George V.
Em seguida, Brown trabalhou como engenheiro para a companhia Vickers, e estabeleceu-se no País de Gales. Morreu em 4 de outubro de 1948 em Swansea.